# Rotaria macroceros
Rotaria macroceros är en hjuldjursart som först beskrevs av Gosse 1851.  Rotaria macroceros ingår i släktet Rotaria och familjen Philodinidae. Arten är reproducerande i Sverige. Inga underarter finns listade i Catalogue of Life.